# Eucharius Gottlieb Rink

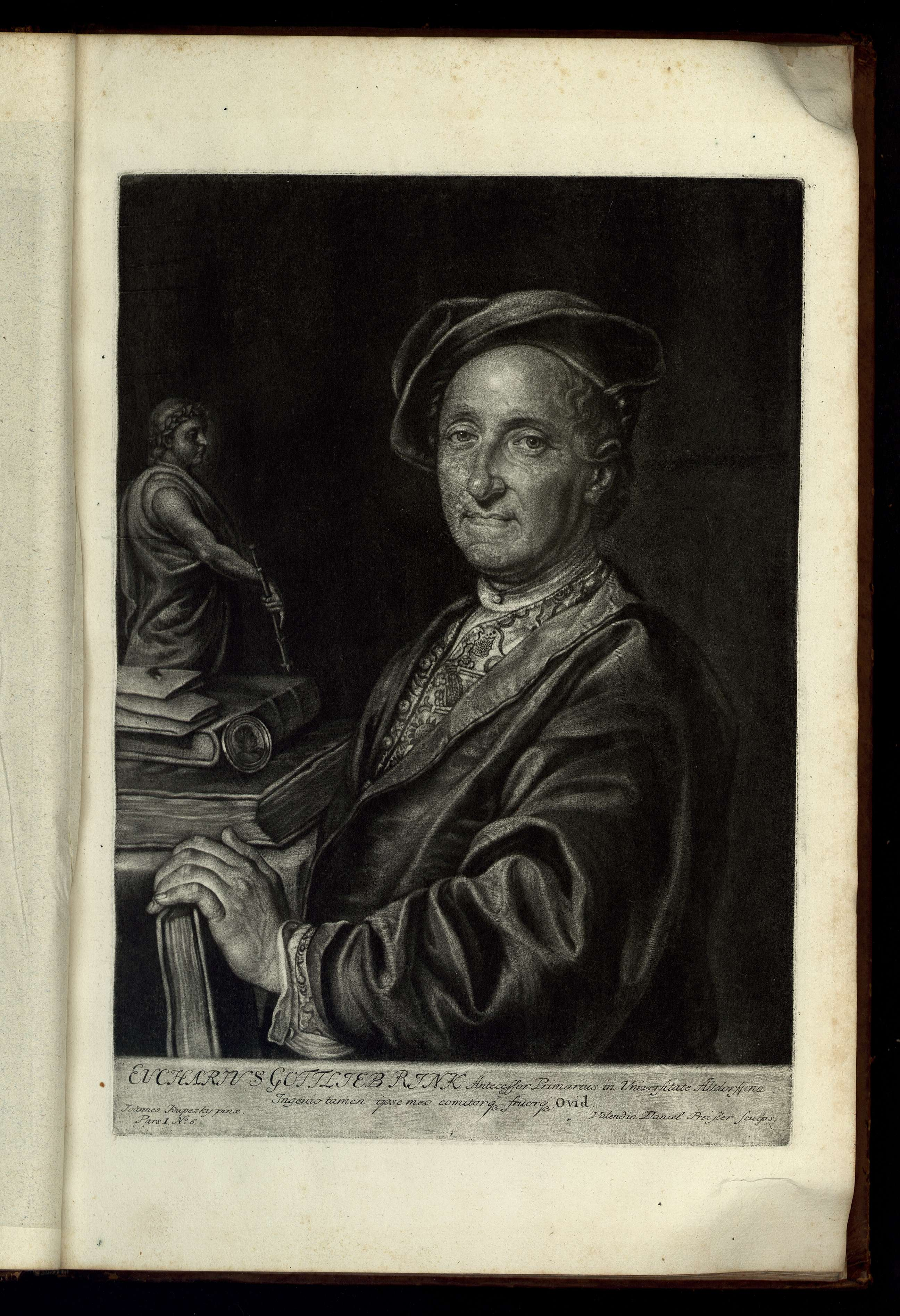
Eucharius Gottlieb Rink

Eucharius Gottlieb Rink (* 11. August 1670 in Stötteritz; † 9. Februar 1745 in Altdorf bei Nürnberg)  war ein deutscher Heraldiker und Jurist.

## Leben

### Herkunft und Studium
Seine Herkunft ist die im 15. Jahrhundert geadelte Familie Rink von Dorstig. Ansässig war der Stamm in Stötteritz bei Leipzig als Erbherren des Ritterguts oberen Teils. Vater von Eucharius Gottlieb war Johann Georg Rink, späterer „Kommissar“ des Kurfürstentums Sachsen und Amtmann von Belzig.
Rink wuchs zunächst bei seinem Vater, zu dieser Zeit Regierungssekretär Christians I. von Sachsen-Merseburg, dann bei seiner Großmutter in Leipzig auf. Bereits 1679 wurde er in die Matrikel der dortigen Universität aufgenommen, studierte aber erst ab 1687 wirklich. 1690 wechselte er an die Universität Altdorf, wo er die Bekanntschaft mit dem Gelehrten Johann Christoph Wagenseil machte, und beendete schließlich an der Universität Halle sein Studium.

### Berufliche Tätigkeit

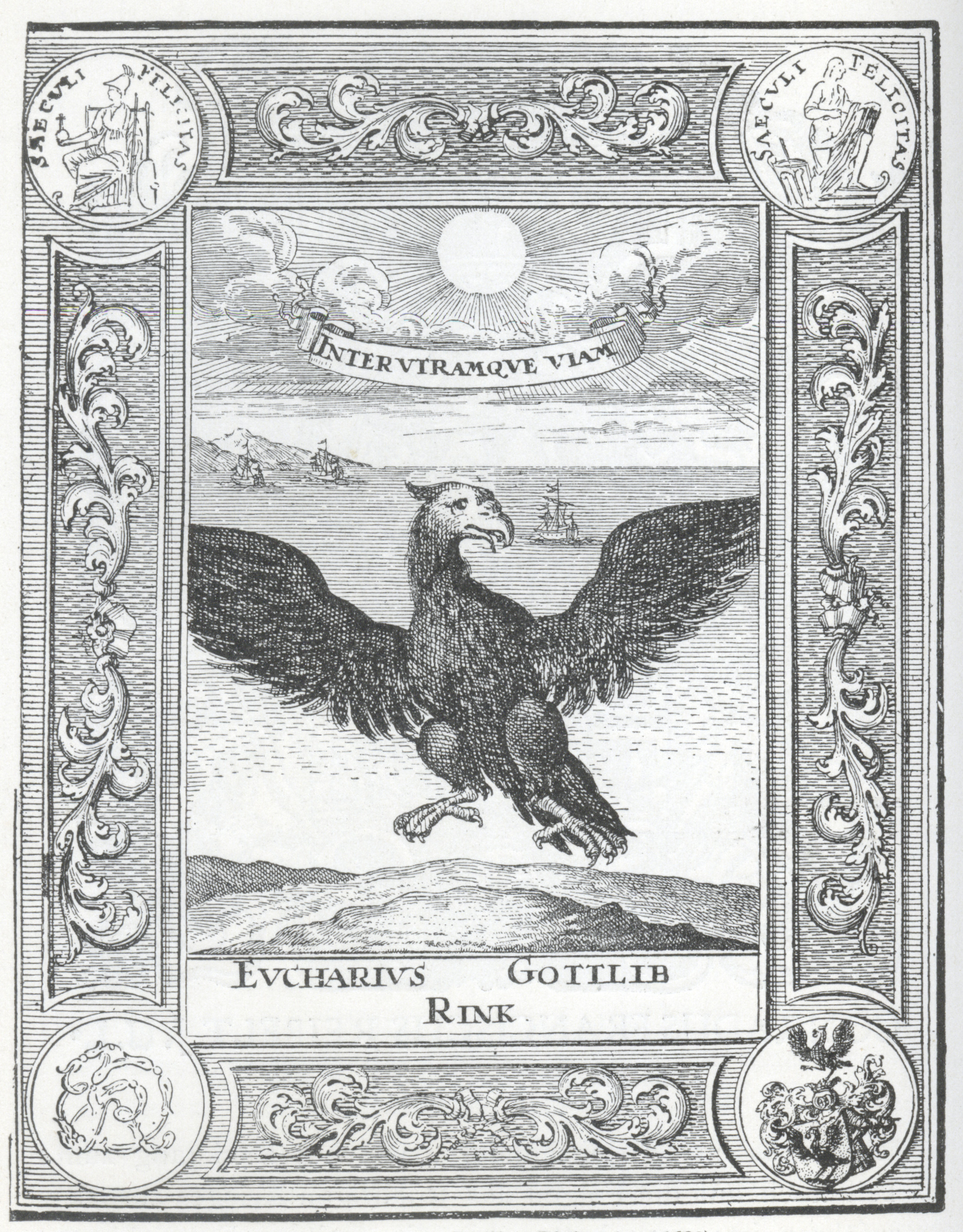
Exlibris für Eucharius Gottlieb Rink

Durch Vermittlung des dort lehrenden Juristen Samuel Stryk wurde er in den 1690er Jahren als Hofmeister bei einem Grafen von Löwenstein-Wertheim angestellt, mit dem er einige Reisen durch Europa unternahm. 1697 ging er allerdings wieder nach Altdorf zurück, wo er promovierte und Vorlesungen über öffentliches Recht, aber auch „feine Lebensart“ hielt. Von 1700 bis 1703 hielt er sich in Wien auf und war dort am Reichshofrat tätig, verfasste aber gleichzeitig auch Huldigungsschriften auf das Haus Habsburg und veröffentlichte eine von der gelehrten Öffentlichkeit sehr positiv aufgenommene Schrift über das Münzwesen. Obwohl er Angebote erhielt, in den Staatsdienst des Russischen Reiches einzutreten oder Hauptmann eines Regiments der österreichischen Infanterie zu werden, entschloss er sich schließlich dazu, danach seine Gelehrtenlaufbahn fortzusetzen. Er kehrte nach Leipzig zurück und lebte dort, bis er 1707 auf den Lehrstuhl für öffentliches und kanonisches Recht in Altdorf berufen wurde. 1717 kam die Professur für Lehnrecht dazu.
1709 heiratete Rink und wurde 1732 zum Wirklichen Kaiserlichen Rat ernannt. 1739 wurde er als auswärtiges Mitglied in die Königlich Preußische Sozietät der Wissenschaften aufgenommen.

## Forschung
Schwerpunkt seiner Forschungen waren die Siegel als Quellen seiner heraldischen Arbeiten. Er erfand die heraldische Schraffur für Eisen und für die Naturfarbe. Nach seiner Auffassung sind alle Wappen in deutschen Gebieten entstanden.
Seine Sammlungen wurden 1747 von seinem Schwiegersohn Adam Friedrich Glafey publiziert.

## Schriften
- Panegyricus quem dis manibus Johannis Georgii III, serenissimi ac potentissimi Saxoniae electoris. Altdorf 1692.
- Mandata cum et sine clausula. Meyer, Altdorf 1697. (Digitalisat)
- De carrociis. Ex iure militari medii aevi. Kohles, Altdorf 1711. (Digitalisat)
- De veteris numismatis potentia et qualitate lucubratio, seu cognitio totius rei numariae ad intelligentiam iuris accommodata : acc. dissertatio iuridica de numo unico. Kohles, Leipzig/Frankfurt 1701.(Digitalisat)
- Leopolds des Grossen Röm. Kaysers wunderwürdiges Leben und Thaten. Aus geheimen nachrichten eröffnet. 4 Bände, Leipzig 1708–1709 (Neuauflage Köln 1713).
- Ludewigs des XIV. Königes in Franckreich wunderwürdiges Leben oder Steigen und Fall. 2 Bände, Frankfurt 1708–1709.
- De collisione legum naturalium. Kohles, Altdorf 1709. (Digitalisat)
- Das verwirrte Pohlen, in einer genauen Gegeneinanderhaltung der Geschichte des vorigen und jetzigen Schwedischen Kriegs vorgestellet. Riegel, Frankfurt/Leipzig 1711. (Digitalisat)
- Analecta historica de origine electorum. Kohles, Altdorf 1712. (Digitalisat)
- Josephs des sieghafften, Römischen Kaysers Leben und Thaten. 2 Bände, Köln 1712. (Digitalisat Band 1), (Band 2)
- De aqua calda, occasione legis et gemmae. Meyer, Altdorf 1714.(Digitalisat)
- Dissertatio academica de speculo saxonico fonte iur. sax. commvnis vulgo vom Sachsen-Spiegel. (Respondent: Martin Förster) Kohles, Altdorf 1718. (Digitalisat) (Neuauflage ebenda 1725)
- Theses ex iure publico et feudali. (Respondent: Reinhard Friedrich Humbracht) Kohles, Altdorf 1718. (Digitalisat)
- Das Königliche Böhmische Crönungs-Ceremoniel. Riegel, Frankfurt/Leipzig 1723. (Digitalisat)
- Imperatores primi, perpetui ac soli academiarum in Germania autore. Altdorf 1723 (Neuauflage: Commentatio de imperatoribus primis perpetuis ac solis academiarum in Germania autoribus. Leipzig 1736).
- De eo quod iustam est circa Galeam. (Respondent: Christoph Andereas von Im Hof) Kohles, Altdorf 1726. (Digitalisat)
- Disputatio iuridica de clypeorum ratione habenda in feudis alienandis. Altdorf 1731.
- Orationem panegyricam gloriosissimae memoriae Friderici Augusti, serenissimi ac potentissimi Poloniarum regis et principis electoris Saxoniae. Altdorf 1733.
- Disputatio de eo quod iustum est circa galeam. Altdorf 1742.
- Commentatio iuridica de clypeorum ratione habenda in feudis alienandis. Ohne Ort 1746. (Digitalisat)